# Trematodon longifolius
Trematodon longifolius là một loài rêu trong họ Bruchiaceae. Loài này được Broth. & Paris mô tả khoa học đầu tiên năm 1909.